# پیر سووستر
پیر سووستر (به فرانسوی: Pierre Souvestre) نویسنده، روزنامه‌نگار و وکیل قرن نوزدهم میلادی اهل فرانسه است.